# جايسون وايت (لاعب اتحاد الرغبي)
جايسون وايت (بالإنجليزية: Jason White)‏ هو لاعب اتحاد الرغبي بريطاني، ولد في 17 أبريل 1978 في إدنبرة في المملكة المتحدة.

## وصلات خارجية
- جايسون وايت على موقع دوري الرغبي الممتاز (الإنجليزية)
- جايسون وايت عل موقع إسبنسكروم (الإنجليزية)
- جايسون وايت على موقع ItsRugby.co.uk (الإنجليزية)